# Verónika Moral
Verónika Moral (Burgos, 30 de agosto de 1978), nacida como Verónica Moral, es una actriz española de cine, televisión y teatro. Es conocida por sus papeles en series españolas de éxito como Compañeros, Física o química, Amar en tiempos revueltos, Qué vida más triste, Ciega a citas, Vis a vis o Servir y proteger, y por su participación en largometrajes como Zipi y Zape y el club de la canica, La novia y Lejos del mar.

## Biografía
Verónica Moral nació el 30 de agosto de 1978 en Burgos, de donde son originarios sus padres y donde estaban veraneando. Fue la sexta de seis hermanas. Se crio en Vergara hasta los ocho años, desde donde la familia se trasladó a San Sebastián. Estudió la carrera de Empresariales. Al haberse criado y crecido en un ambiente euskaldun, la intérprete habla castellano y euskera de forma natural, lo que le ha permitido desarrollar papeles en ambas lenguas, habiendo trabajado en series en euskera como la comedia Jaun ta jabe y la popular serie dramática Goenkale, una de las series más conocidas y recordadas del panorama televisivo vasco.

## Trayectoria artística

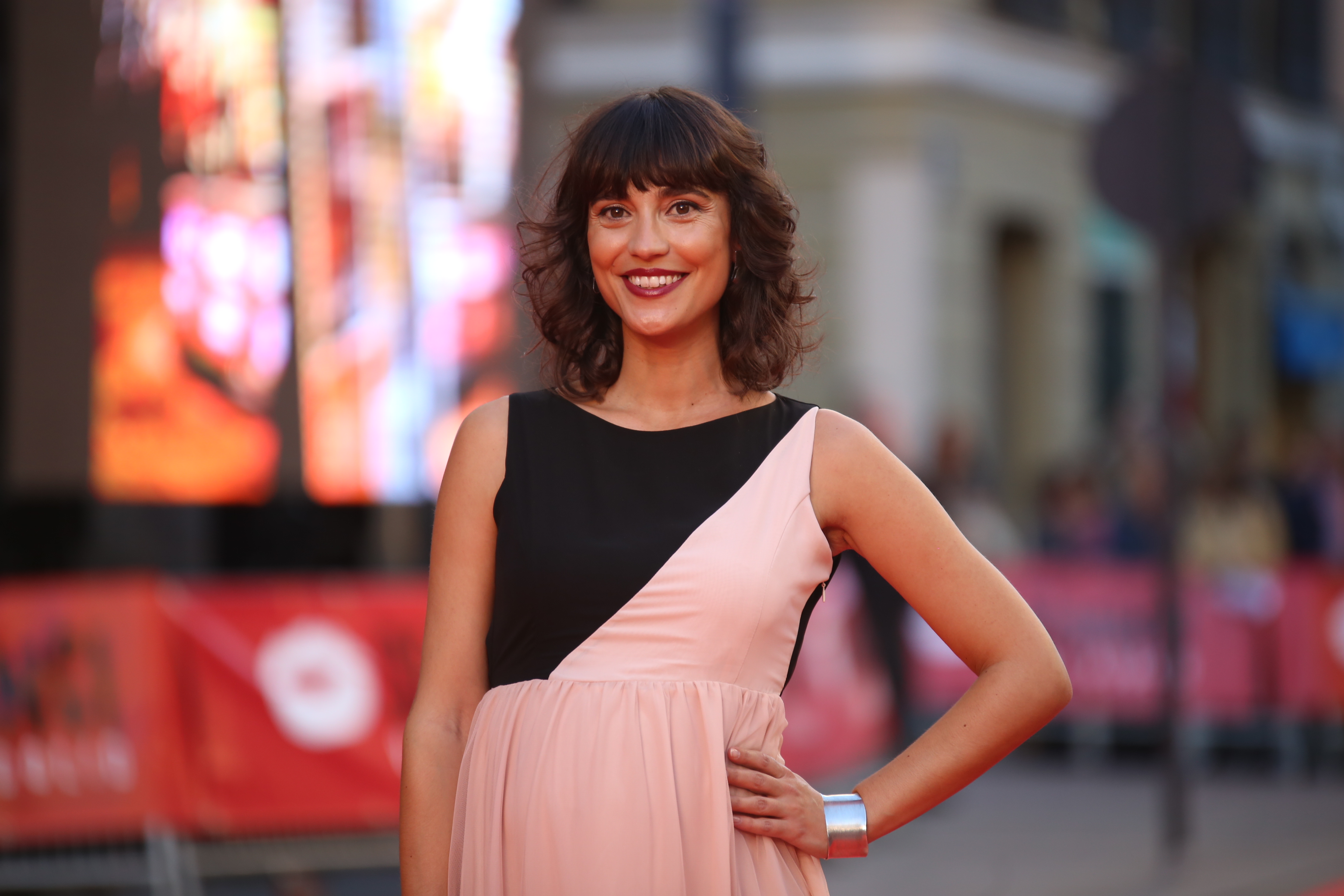
Verónica Moral en la SEMINCI 2016

Debuta en el cine en el año 1999 a las órdenes de Eneko Olasagasti y Carlos Zabala con la película Sí, quiero..., protagonizada por Cayetana Guillén Cuervo, Joseba Apaolaza y Marta Belaustegui, entre otros.
En 2001, además de aparecer como personaje de un episodio en Policías, en el corazón de la calle, formó parte del elenco de otra serie de Antena 3, Ciudad Sur, con Óscar Jaenada, Jaime Blanch, Yolanda Arestegui, José Ángel Egido y Pablo Rivero, entre otros.
Al año siguiente rodó el cortometraje Primera persona, de Gorka Merchán, y colaboró en varios capítulos de la última temporada de Compañeros, en Antena 3, compaginándola con la obra de teatro Federica de Bramante o las florecitas del fango, dirigida por Pedro G. de las Heras (2002/2003).
Sus siguientes proyectos televisivos fueron dos papeles fijos en las series Tres son multitud (Telecinco, 2003) y Capital (Telemadrid, 2004), y colaborando en un capítulo de Paco y Veva (TVE) en 2004. También apareció en un par de episodios de Los Serrano (Telecinco), en 2005.
En ese mismo año participó en los cortos La primera mentira (2005), de Raúl Martín Solera, y Para siempre (2005), de Íñigo Kintana.
En 2006 trabajó en la película para televisión Mobbing, dirigida por Sonia Sánchez y protagonizada por Cristina Marcos. Ya en 2007, apareció en el filme Trío de ases: el secreto de la Atlántida, bajo la dirección de Joseba Vázquez, y en la serie C.L.A. No somos ángeles, de Antena 3.
Entre 2008 y 2009 forma parte del elenco de series como Plan América (TVE), Física o Química (Antena 3), Los misterios de Laura (TVE), Qué vida más triste (La Sexta) y Euskolegas, en el canal autonómico ETB 2.
Trabajó en la quinta temporada de Amar en tiempos revueltos, de La 1, desde 2009 hasta 2010, de la que se realizó una adaptación teatral, compartiendo escenario junto a Cayetana Guillén Cuervo y Antonio Valero, que giró durante dos años por toda España con más de 190 representaciones  (2010/2011).
Durante los últimos años ha trabajado tanto en cine como en teatro y televisión, destacando su participación en los largometrajes L'assiette de mon voisin, de David Merlin-Dufey y Olivier Riche, Zipi y Zape y el club de la canica, de Oskar Santos, La novia, de Paula Ortiz, y Lejos del mar, de Imanol Uribe, y en series como Los Quién (Antena 3), Frágiles (Telecinco), Ciega a citas (Cuatro) y Gym Tony (Cuatro).
Más adelante apareció en la serie Vis a Vis como Helena Martín, la policía infiltrada de "Cruz del sur", dando vida a Carmen de Icaza en la miniserie Lo que escondían sus ojos e interpretando a la forense de Mar de plástico (Antena 3), además de formar parte del elenco de la obra teatral Hedda Gabler, junto a Cayetana Guillén Cuervo, Jacobo Dicenta y Ernesto Arias, entre otros.
Verónika Moral forma parte del elenco de la serie Perdóname, Señor (Telecinco), estrenada en 2017.
Desde 2021 hasta el 2022 interpretó a la inspectora jefe corrupta Andrea Vega en la serie de sobremesa Servir y proteger (TVE).

## Series de televisión
| Año       | Título                              | Personaje                   | Canal               |            |
| --------- | ----------------------------------- | --------------------------- | ------------------- | ---------- |
| 2000      | Campus                              |                             | ETB2                |            |
| 2000      | Goenkale                            |                             | ETB1                |            |
| 2001      | Policías, en el corazón de la calle | Estudiante                  |                     |            |
| 2001      | Ciudad Sur                          | Lucía                       |                     |            |
| 2002      | Compañeros                          | Laura                       | Antena 3            |            |
| 2003      | Tres son multitud                   | María                       | Antena 3            | Telecinco  |
| 2004      | Capital                             | Gloria                      | Antena 3            | Telemadrid |
| 2004      | Paco y Veva                         | Novia personalidad múltiple | La 1                |            |
| 2005      | Martin                              | Virginia Imaz               | ETB1                |            |
| 2005      | Los Serrano                         | Marta                       | Telecinco           |            |
| 2007      | C.L.A. No somos ángeles             | Zorione Oirbide             | Antena 3            |            |
| 2008      | Física o Química                    | Leo                         | Antena 3            |            |
| 2008      | Plan América                        | Idoia Gómez                 | La 1                |            |
| 2008-2009 | Qué vida más triste                 | Verónica                    | La Sexta            |            |
| 2009      | Euskolegas                          | Esti Goikoetxea             |                     |            |
| 2009      | Los misterios de Laura              | Inés Martorell              |                     |            |
| 2009-2010 | Amar en tiempos revueltos           | Cristina Barea              | La 1                |            |
| 2011      | Los Quién                           | Rita Collado                | La 1                | Antena 3   |
| 2012      | Frágiles                            | Natalia                     | Telecinco           |            |
| 2014      | Ciega a citas                       | Paula                       |                     |            |
| 2015      | Alquila2                            | Chica en bar                | ETB2                |            |
| 2015      | Jaun ta Jabe                        |                             | ETB1                |            |
| 2015      | Gym Tony                            | Redactora                   | Cuatro              |            |
| 2015-2016 | Mar de plástico                     | Marisa                      | Cuatro              |            |
| 2016      | Lo que escondían sus ojos           | Carmen de Icaza de León     |                     |            |
| 2016      | Vis a vis                           | Helena                      | Antena 3            |            |
| 2017      | Perdóname, Señor                    | Marta Soler                 | Antena 3            | Telecinco  |
| 2018      | Pequeñas coincidencias              | Cita de Javier              | Amazon Prime Video  | Telecinco  |
| 2018      | La víctima número 8                 | Koro Olaegi                 | Telemadrid / ETB2   |            |
| 2018      | Allí abajo                          | Arantxa                     | Antena 3            |            |
| 2018      | Cuéntame cómo pasó                  | Dra. Delgado                | TVE                 |            |
| 2021      | Los hombres de Paco                 | María Urbizu                | Atresplayer Premium |            |
| 2021-2022 | Servir y proteger                   | Andrea Vega                 | TVE                 |            |

## Filmografía

### Largometrajes
| Año  | Título                                   | Personaje   | Dirección                         |
| ---- | ---------------------------------------- | ----------- | --------------------------------- |
| 1999 | Sara                                     |             | Uwe Lauterkorn, Syd Atlas         |
| 1999 | Sí, quiero...,                           | Cristina    | Eneko Olasagasti, Carlos Zabala   |
| 2006 | Mobbing                                  | Empleada    | Sonía Sánchez                     |
| 2006 | Locos por el sexo                        | Dependienta | Javier Rebollo                    |
| 2008 | Trio de Ases: El secreto de la Atlantida | Isis        | Joseba Vázquez                    |
| 2013 | Zipi y Zape y el club de la canica       | Profesora   | Oskar Santos                      |
| 2014 | Lejos del mar                            | Asun        | Imanol Uribe                      |
| 2015 | La novia                                 | Muchacha 2  | Paula Ortiz                       |
| 2016 | L'assiette de mon voisin                 |             | David Merlin-Dufey, Olivier Riche |
| 2018 | Vitoria, 3 de marzo                      | Aurora      | Victor Cabaco                     |
| 2022 | Lugares a los que nunca hemos ido        | Eva         | Roberto Pérez Toledo              |

### Cortometrajes
| Año  | Título                               | Personaje | Dirección                  |
| ---- | ------------------------------------ | --------- | -------------------------- |
| 2002 | Primera persona                      | Isabel    | Gorka Merchán              |
| 2005 | Cásate conmigo                       | Cristina  | Aitor Álvarez              |
| 2005 | Para siempre                         |           | Iñigo Kintana              |
| 2005 | La primera mentira                   | Eva       | Raúl Martín Solera         |
| 2006 | Trío de ases                         | Isis      | Joseba Vázquez             |
| 2006 | Algo tuyo tengo                      |           | José Miguel Idígoras       |
| 2010 | Arriba & Abajo                       |           | Raúl Martín Solera         |
| 2013 | Todos los animales se mueren siempre | Patricia  | Pablo Vijande              |
| 2013 | Personas que quizás conozcas         | Inés      | Alex Rodrigo               |
| 2014 | Una vez                              | Leonor    | María Guerra, Sonia Madrid |
| 2015 | El colchón                           | Novia     | Roberto Pérez-Toledo       |
| 2017 | Respirando                           | Sofía     | Mar Olid                   |
| 2022 | Ellie                                | Sarah     | Fernando Bonelli           |

## Videoclips
- Canción "Cantos de ocasión", de Alis (2013)
- Canción "23 de Junio", de Vetusta Morla (2017)